# Contrôle d'accès au support
 (août 2019).
Si vous disposez d'ouvrages ou d'articles de référence ou si vous connaissez des sites web de qualité traitant du thème abordé ici, merci de compléter l'article en donnant les références utiles à sa vérifiabilité et en les liant à la section « Notes et références ».
La sous-couche de contrôle d'accès au support (abrégée MAC, de l’anglais Media Access Control) est la moitié basse de la couche de liaison de données du modèle OSI, selon les standards de réseaux informatiques IEEE 802.x. Elle sert d'interface entre la partie logicielle contrôlant la liaison d'un nœud (Contrôle de la liaison logique) et la couche physique (matérielle). Par conséquent, elle est différente selon le type de média physique utilisé (Ethernet, Token Ring, WLAN, …)

## Description
Le rôle de la sous-couche MAC est principalement de :
- délimiter les trames envoyées en insérant des informations (comme des bits supplémentaires) dans ou entre celles-ci, afin que leur destinataire puisse en déterminer le début et la fin et reconnaître le début et la fin des trames dans le flux binaire reçu de la couche physique[2] ;
- filtrer les trames reçues en ne gardant que celles qui lui sont adressées[2] (d'après l'adresse MAC du destinataire figurant dans l'entête de chaque trame) ;
- détecter les erreurs de transmission, par exemple à l'aide d'une somme de contrôle (checksum) insérée par l'émetteur et vérifiée par le récepteur[2] ;
- insérer les adresses MAC de source et de destination dans chaque trame transmise ;
- contrôler l'accès au média physique lorsque celui-ci est partagé.

Différents protocoles implémentent cette sous-couche. Chaque protocole est adapté au type de média physique utilisé. En effet,
- si le média est en canal dédié, dit point-à-point, on aura des protocoles comme PPP pour les accès par ligne commutée ou encore Ethernet (IEEE 802.3) commuté qui correspond actuellement au protocole dominant ;
- si le média est en canal partagé, dit à diffusion, on aura des protocoles comme Ethernet (IEEE 802.3) classique (par hub ou par bus), Wi-Fi (IEEE 802.11) ou encore HFC sur la voie montante (télévision par câble).

Idéalement, avec un canal partagé on cherche à avoir un protocole :
- qui tend vers un partage efficace et équitable de la capacité ;
- qui est entièrement distribué c’est-à-dire décentralisé ;
- qui soit simple à mettre en œuvre avec des couts réduits.

Une adresse MAC est une suite de 6 octets (souvent représentée sous la forme hexadécimale 01:23:45:67:89:ab) qui identifie de façon unique chaque interface réseau.

## Historique
La sous-couche MAC était à l'origine assurée par un matériel spécifique (inclus par exemple sur les cartes réseaux Ethernet). Cependant, pour des raisons de coûts, elle tend à être implantée de manière logicielle sur les équipements grand public. Seuls les composants haut de gamme comportent une gestion matérielle de la couche MAC. La sous-couche LLC, quand elle est utilisée, est elle aussi préférentiellement réalisée par logiciel.